# Юнгберг, Карл
Карл Фредрик Урбан Юнгберг (швед. Carl Fredrik Urban Ljungberg; род. 1 апреля 2004, Дегерфорс, Эребру) — шведский футболист, нападающий «Дегерфорса».

## Клубная карьера
Является воспитанником «Дегерфорса», в котором начал заниматься с пяти лет и прошёл путь от детских команд до основной. В 2020 году был признан лучшим игроком молодёжной команды клуба. 1 марта 2023 года был переведён в основную команду, с которой подписал контракт, рассчитанный до конца года. 30 апреля впервые попал в заявку основной команды на матч чемпионата страны против «Юргордена», но на поле не появился. Дебют состоялся 12 ноября 2023 года во встрече последнего тура с «Мьельбю». На 85-й минуте встрече Юнгберг заменил Кристоса Гравиуса.

## Клубная статистика
| Выступление      | Выступление      | Выступление      | Лига | Лига | Кубки | Кубки | Конт. кубки | Конт. кубки | Итого | Итого |
| Клуб             | Лига             | Сезон            | Игры | Голы | Игры  | Голы  | Игры        | Голы        | Игры  | Голы  |
| ---------------- | ---------------- | ---------------- | ---- | ---- | ----- | ----- | ----------- | ----------- | ----- | ----- |
| Дегерфорс        | Алльсвенскан     | 2023             | 1    | 0    | 0     | 0     | 0           | 0           | 1     | 0     |
| Дегерфорс        | Итого            | Итого            | 1    | 0    | 0     | 0     | 0           | 0           | 1     | 0     |
| Всего за карьеру | Всего за карьеру | Всего за карьеру | 1    | 0    | 0     | 0     | 0           | 0           | 1     | 0     |